# Callicula

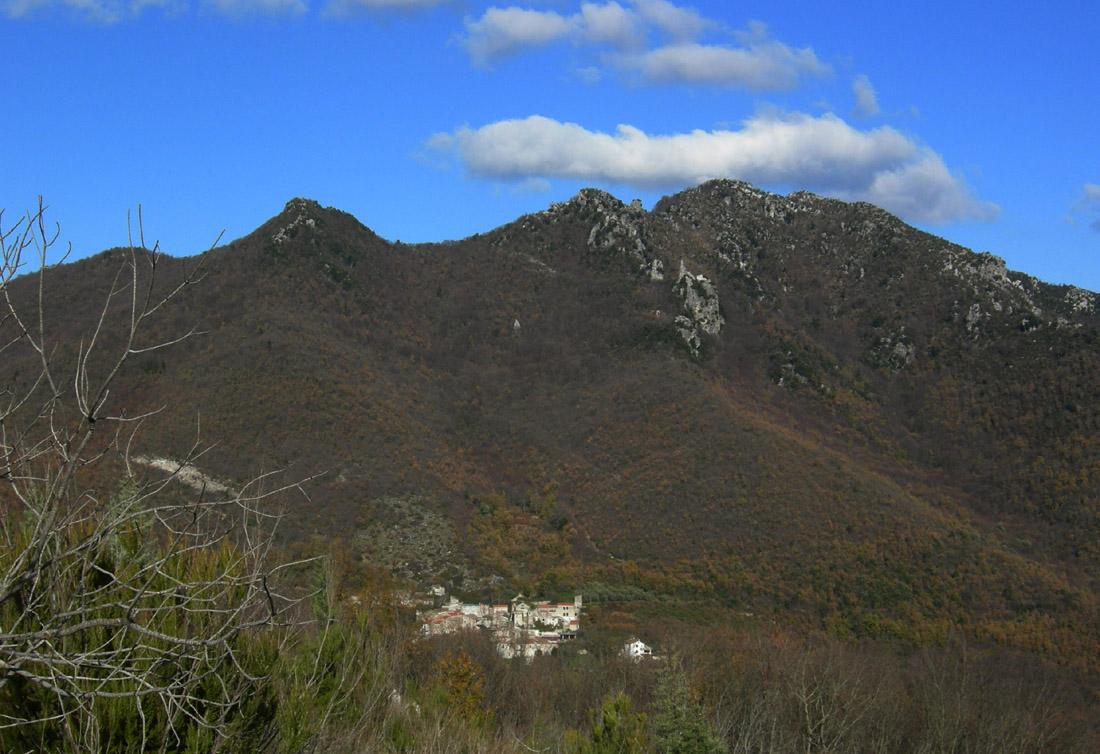
Monte Maggiore von Croce, einem Ortsteil von Rocchetta e Croce, aus gesehen

Callicula bezeichnete in der Antike einen Berg im Norden der Region Kampanien (daher auch Callicula mons), der den Ager Falernus begrenzte. Bei Polybios ist der griechische Name als Ἐριβιανὸς λόφος Eribianós lóphos („Eribianos-Pass“) überliefert, von dem vermutet wird, dass Τρεβιανὸς λόφος Trebianós lóphos („Trebianos-Pass“, von Trebula unweit dem heutigen Treglia, einem Ortsteil von Pontelatone) gemeint war. Möglicherweise entspricht er dem jetzigen Monte Maggiore , dem höchsten Berg der Monti Trebulani.
Bekannt geworden ist der Berg im zweiten Punischen Krieg. 217 v. Chr. überquerte Hannibal in einem Marsch von Samnium nach Kampanien widerstandslos einen Bergpass. Bei seiner Rückkehr blockierte der römische Diktator Quintus Fabius Maximus den Pass in der Hoffnung, ihm jede Möglichkeit für einen Rückzug zu nehmen. Hannibal überwand diese Blockade aber durch eine List, indem er eine Flucht durch einen anderen Pass vortäuschte, und konnte so entkommen.